# Casa de Pere Vergers
La Casa de Pere Vergers és un edifici medieval de la vila de Vilafranca, a la comarca de Conflent, a la Catalunya del Nord. Està inventariat com a monument històric.
És al número 81 del carrer de Sant Joan, en el sector nord-est del nucli urbà. Li correspon la parcel·la cadastral 70.

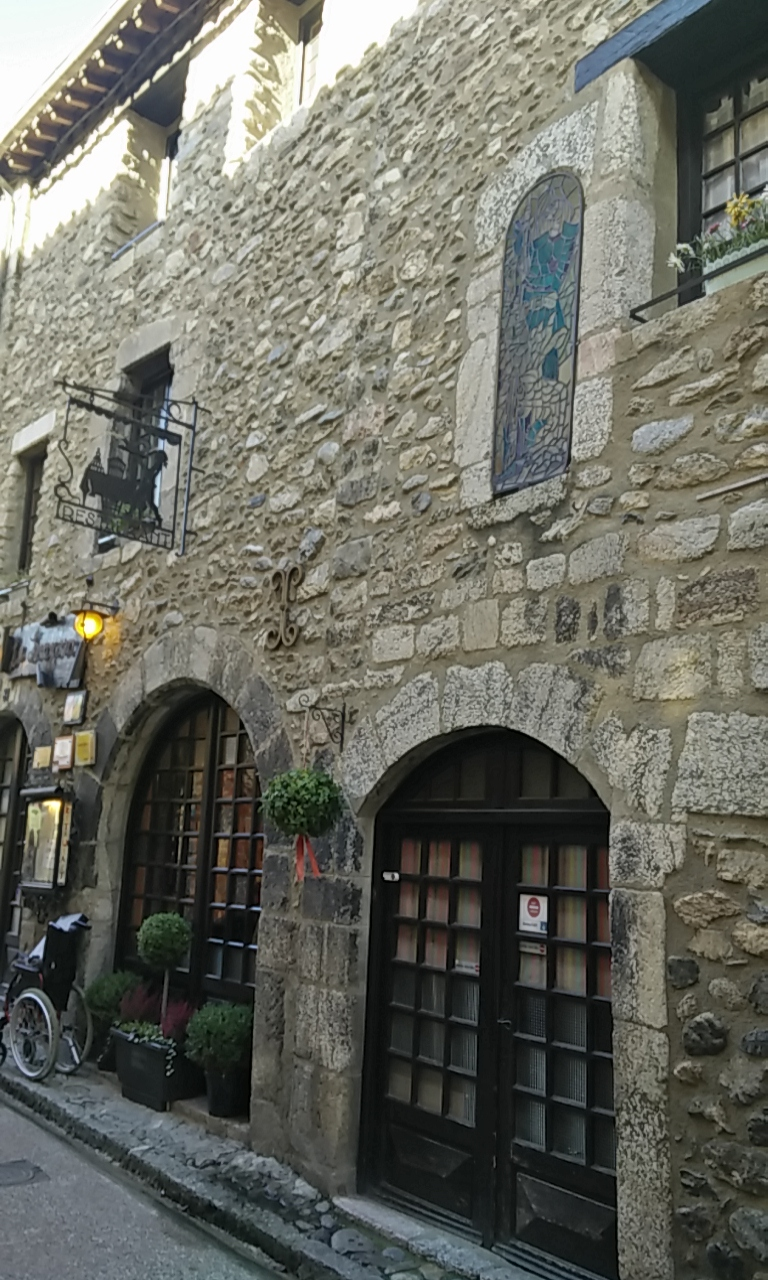
La casa, des de llevant

És un edifici del segle xiii, en part modificat posteriorment.
Els grans arcs de la planta baixa semblen derivats d'una reforma ulterior. Al primer pis hi ha una finestra amb marc de marbre.
La façana davantera, encarada a migdia, té una amplada d'uns sis metres, tota obrada amb carreus; al segon nivell recolza a l'angle de les cases veïnes, mentre que a la planta baixa, l'arcada esquerra està perfectament relligada amb l'arcada dreta de la casa veïna del número 79 (probablement inserida amb cura a l'angle). Al primer nivell hi ha dues arcades de mig punt, amb les dovelles extradossades i les arestes aixamfranades. Fan 1,95 m i 2,26 m d'amplada. Al segon nivell, una finestra amb llinda damunt de permòdols, idèntica a les del número 79.